# Квадаль, Мартин Фердинанд
Мартин Фердинанд Квадаль (нем. Martin Ferdinand Quadal; 28 октября 1736, Меровице-над-Ганой или Němčice nad Hanou — 11 января 1809, Санкт-Петербург) — австрийский живописец и график чешского происхождения, последователь предромантизма, заметная фигура среди в художественной жизни времён позднего Просвещения, в последующем — деятель россики павловской и александровской эпох; мастер портрета, натюрморта и жанровой картины, также работал как баталист и исторический живописец, занимался церковными росписями. Академик Императорской Академии художеств (с 1804).

## Биография
Мартин Фердинанд Квадаль родился 28 октября 1736 года в Моравии, но еще в детстве переехал жить в Лондон.
Получил образование в Венской Академии художеств и под наставничеством французского живописца Франсуа Буше. Проработав некоторое время в Европе, он был нанят Людовиком-Жозефом де Бурбоном 8-м принцем Конде и наиболее проявил себя рисуя лошадей из конюшни принца.
В конце XVIII века Мартин Фердинанд Квадаль приехал, по приглашению русского монарха Павла I, в Российскую империю и в 1791 году писал образа для царских дверей в Троицкий собор Александро-Невской лавры.
Кроме того, им были написаны картины: Коронование императора Павла І (куплена князем A. B. Куракиным); коронование императора Александра I; смотр прусских войск в Берлине в присутствии прусского короля, великого князя Павла Петровича и фельдмаршала графа П. А. Румянцева и портреты: супруги графа Румянцева (находится в Румянцевском музее в Москве), собственный (1804; находился у Ф. Ф. Мосолова), императора Александра І (1804), великого князя Константина Павловича (1808), графа Н. И. Салтыкова (1808), князя Юсупова восьми лет от роду в мальтийском костюме и различные жанровые сценки.
В 1804 году Квадаль был признан академиком «по разным известным публике его картинам»; в 1806 году ездил в Англию где, по словам Н. П. Собко произвел «сильное впечатление» своими работами. Вскоре он вновь приехал в Россию, где и прожил остаток жизни.
Мартин Фердинанд Квадаль скончался 30 декабря (11 января) 1808 года в городе Санкт-Петербурге.